# Faramea orinocencis
Faramea orinocencis är en måreväxtart som beskrevs av Paul Carpenter Standley. Faramea orinocencis ingår i släktet Faramea och familjen måreväxter. Inga underarter finns listade i Catalogue of Life.